# American Music Award para Artista Alternativo Favorito
O American Music Award para Artista Alternativo Favorito é concedido desde 1995. Cada ano reflete a edição em que os prêmios foram apresentados, para trabalhos lançados no ano anterior (até 2003 em diante, quando os prêmios foram entregues em novembro do mesmo ano). O maior vencedor de todos os tempos nesta categoria é a banda Linkin Park com seis vitórias; o grupo também é o artista mais indicado, com 8 nomeações.

## Vencedores e indicados

### Década de 1990
| Ano                         | Artista         | Ref.  |
| 1995 (22º)                  |                 |       |
| --------------------------- | --------------- | ----- |
| 1995 (22º)                  | Counting Crows  | [ 1 ] |
| 1995 (22º)                  | Green Day       | [ 1 ] |
| 1995 (22º)                  | Nine Inch Nails | [ 1 ] |
| 1996 (23º)                  |                 | [ 1 ] |
| Pearl Jam                   | [ 2 ]           |       |
| Green Day                   | [ 2 ]           |       |
| Nine Inch Nails             | [ 2 ]           |       |
| 1997 (24º)                  | [ 2 ]           |       |
| The Smashing Pumpkins       | [ 3 ]           |       |
| Bush                        | [ 3 ]           |       |
| Stone Temple Pilots         | [ 3 ]           |       |
| 1998 (25º)                  | [ 3 ]           |       |
| Bush                        | [ 4 ]           |       |
| The Mighty Mighty Bosstones | [ 4 ]           |       |
| Sublime                     | [ 4 ]           |       |
| 1999 (26º)                  | [ 4 ]           |       |
| Pearl Jam                   | [ 5 ]           |       |
| Green Day                   | [ 5 ]           |       |
| Third Eye Blind             | [ 5 ]           |       |

### Década de 2000
| Ano                   | Artista               | Ref.  |
| 2000 (27º)            |                       |       |
| --------------------- | --------------------- | ----- |
| 2000 (27º)            | Red Hot Chili Peppers | [ 6 ] |
| 2000 (27º)            | Kid Rock              | [ 6 ] |
| 2000 (27º)            | Limp Bizkit           | [ 6 ] |
| 2001 (28º)            |                       | [ 6 ] |
| Creed                 | [ 7 ]                 |       |
| Limp Bizkit           | [ 7 ]                 |       |
| Red Hot Chili Peppers | [ 7 ]                 |       |
| 2002 (29º)            | [ 7 ]                 |       |
| Limp Bizkit           | [ 8 ]                 |       |
| Linkin Park           | [ 8 ]                 |       |
| Staind                | [ 8 ]                 |       |
| 2003 (30º)            | [ 8 ]                 |       |
| Creed                 | [ 9 ]                 |       |
| Linkin Park           | [ 9 ]                 |       |
| System of a Down      | [ 9 ]                 |       |
| 2003 (31º)            | [ 9 ]                 |       |
| Linkin Park           | [ 10 ]                |       |
| Coldplay              | [ 10 ]                |       |
| Metallica             | [ 10 ]                |       |
| 2004 (32º)            | [ 10 ]                |       |
| Linkin Park           | [ 11 ]                |       |
| Incubus               | [ 11 ]                |       |
| Jet                   | [ 11 ]                |       |
| 2005 (33º)            | [ 11 ]                |       |
| Green Day             | [ 12 ]                |       |
| Coldplay              | [ 12 ]                |       |
| System of a Down      | [ 12 ]                |       |
| 2006 (34º)            | [ 12 ]                |       |
| Red Hot Chili Peppers | [ 13 ]                |       |
| Nickelback            | [ 13 ]                |       |
| Pearl Jam             | [ 13 ]                |       |
| 2007 (35º)            | [ 13 ]                |       |
| Linkin Park           | [ 14 ]                |       |
| My Chemical Romance   | [ 14 ]                |       |
| The White Stripes     | [ 14 ]                |       |
| 2008 (36º)            | [ 14 ]                |       |
| Linkin Park           | [ 15 ]                |       |
| Coldplay              | [ 15 ]                |       |
| Foo Fighters          | [ 15 ]                |       |
| 2009 (37º)            | [ 15 ]                |       |
| Green Day             | [ 16 ]                |       |
| Kings of Leon         | [ 16 ]                |       |
| Shinedown             | [ 16 ]                |       |

### Década de 2010
| Ano                 | Artista         | Ref.   |
| 2010 (38º)          |                 |        |
| ------------------- | --------------- | ------ |
| 2010 (38º)          | Muse            | [ 17 ] |
| 2010 (38º)          | Phoenix         | [ 17 ] |
| 2010 (38º)          | Vampire Weekend | [ 17 ] |
| 2011 (39º)          |                 | [ 17 ] |
| Foo Fighters        | [ 18 ]          |        |
| The Black Keys      | [ 18 ]          |        |
| Mumford & Sons      | [ 18 ]          |        |
| 2012 (40º)          | [ 18 ]          |        |
| Linkin Park         | [ 19 ]          |        |
| The Black Keys      | [ 19 ]          |        |
| Gotye               | [ 19 ]          |        |
| 2013 (41º)          | [ 19 ]          |        |
| Imagine Dragons     | [ 20 ]          |        |
| The Lumineers       | [ 20 ]          |        |
| Mumford & Sons      | [ 20 ]          |        |
| 2014 (42º)          | [ 20 ]          |        |
| Imagine Dragons     | [ 21 ]          |        |
| Bastille            | [ 21 ]          |        |
| Lorde               | [ 21 ]          |        |
| 2015 (43º)          | [ 21 ]          |        |
| Fall Out Boy        | [ 22 ]          |        |
| Hozier              | [ 22 ]          |        |
| Walk the Moon       | [ 22 ]          |        |
| 2016 (44º)          | [ 22 ]          |        |
| Twenty One Pilots   | [ 23 ]          |        |
| Coldplay            | [ 23 ]          |        |
| X Ambassadors       | [ 23 ]          |        |
| 2017 (45º)          | [ 23 ]          |        |
| Linkin Park         | [ 24 ]          |        |
| Imagine Dragons     | [ 24 ]          |        |
| Twenty One Pilots   | [ 24 ]          |        |
| 2018 (46º)          | [ 24 ]          |        |
| Panic! at the Disco | [ 25 ]          |        |
| Imagine Dragons     | [ 25 ]          |        |
| Portugal. The Man   | [ 25 ]          |        |
| 2019 (47º)          | [ 25 ]          |        |
| Billie Eilish       | [ 26 ]          |        |
| Panic! at the Disco | [ 26 ]          |        |
| Imagine Dragons     | [ 26 ]          |        |

### Década de 2020
| Ano        | Artista           | Ref.   |
| 2020 (48º) |                   |        |
| ---------- | ----------------- | ------ |
| 2020 (48º) | Twenty One Pilots | [ 27 ] |
| 2020 (48º) | Billie Eilish     | [ 27 ] |
| 2020 (48º) | Tame Impala       | [ 27 ] |

## Estatísticas

### Múltiplos vencedores
| 6 vitórias - Linkin Park | 2 vitórias - Creed - Green Day - Imagine Dragons - Pearl Jam - Red Hot Chili Peppers - Twenty One Pilots |

### Múltiplos indicados
| 8 indicações - Linkin Park 5 indicações - Green Day - Imagine Dragons 4 indicações - Coldplay 3 indicações - Limp Bizkit - Pearl Jam - Red Hot Chili Peppers - Twenty One Pilots | 2 indicações - Billie Eilish - The Black Keys - Bush - Creed - Foo Fighters - Mumford & Sons - Nine Inch Nails - Panic! at the Disco - System of a Down |